# Z-25号驱逐舰
Z-25号（德語：Z 25）是纳粹德国海军于1930年代末至1940年代初建造的十五艘1936A型驱逐舰之一。它于1939年2月15日开始在不来梅的德希马格威悉船厂铺设龙骨，1940年3月16日下水，至同年11月30日交付使用。该舰于二战的大部分时间都在挪威水域度过，负责为德国船只护航和布设雷区，但也曾于1942年初冒险前往德占法国参加“海峡冲刺”，护送两艘战列舰和一艘重巡洋舰穿越英吉利海峡返回德国。在1941年至1942年期间，它也非常积极地攻击向苏联运送战争物资的北极船队，但仅协助击沉1艘盟军船只。1943年的发动机问题严重限制了Z-25号的活动，在完成修复后，它于1944年初被转移到波罗的海。在战争余下的时间里，该舰主要协助护送从东普鲁士撤离的难民船队并炮击苏联军队。Z-25号于1945年5月被盟军俘虏，在后者决定如何处置缴获的德国舰艇时，它都处于英国人的控制之下。
它最终于1946年初被割让予法国，并更名为奥什号（法語：Hoche）。同年晚些时候，该舰重新投入法国海军服役，并曾于1947年巡航至法国在非洲的殖民地。它于1949年初作预备役搁置，继而于1950年至1953年开始重建，被改造成一艘高速护航驱逐舰。到1956年，奥什号已经严重磨损，但当局认为维护成本太高，因此于同年晚些时候将其退役。该舰最终于1958年除籍，并于1961年拆解报废。

## 设计
1936A型驱逐舰较之前的1936型稍大，武器装备也更重。其水线长和全长分别为121.9米和127米，有12米的舷宽以及最大4.43米吃水深度；舰只的设计排水量为2,543吨，满载时则可达3,543吨。Z-25号由两台瓦格纳齿轮传动蒸汽轮机提供动力，各负责驱动一副直径为3.35米的三叶螺旋桨。过热蒸汽则由六台瓦格纳水管锅炉供应，可以输出70,000匹軸馬力（52,000千瓦特）的功率。该舰的设计航速为36節（67每小時），最多可贮存791吨燃料油，能够以19節（35每小時）的速度的巡航2,500海里（4,600）。舰只的标准船员编制为11名军官和321名水兵。

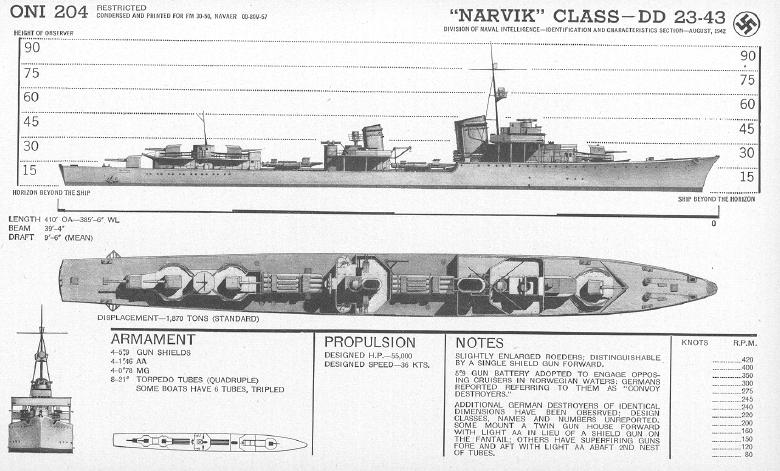
战时盟军绘制的1936A型驱逐舰识别图

该舰装备有四门150毫米36式鱼雷艇炮，架设在带有炮挡的单装炮座上。其中一门位于舰艛前侧、三门位居舰艉，并从前到后编为1至4号。防空武器则包括安装在与后部烟囱并排的一对双联装炮座上的四门37毫米30式速射炮和五门单座20毫米30式高射炮组成。此外，该舰还在水上部分的两个四联装动力操纵式底座上安装有八具533毫米鱼雷发射管，每个底座均提供两次重新装填。四个深水炸弹发射器和布雷导轨则安装在艉后部甲板室的两侧，最多可贮存60枚水雷。作为探测潜艇的工具，舰上也搭载有一套称为“群听装置”的被动式水听器，并可能安装有一套主动式声纳系统。在舰桥顶部则配备了FuMo-21型雷达。

### 改动
在1942年中期的改装过程中，Z-25号的单座150毫米炮被替换成双联装的150毫米LC/38型炮塔。这加剧了1936A型舰在舰艏进水的趋势，使其最高航速被降低至32.8節（60.7每小時）。3号炮后来被拆除，以便为1944年“芭芭拉计划”增加的高射炮腾出空间。到战争结束时，它的防空武器包括十门单装和双联装的37毫米炮以及十六门双联装和四联装的20毫米炮。即便若非全部，大部分的37毫米炮都已更换为射速更快的M42型。FuMo-21型雷达于1944年被FuMo-24/25型所取代，同年还加装了FuMB-1“梅托克斯”型、FuMB-3“巴厘”型和FuMB-6“帕劳”型雷达探测器。1944－1945年间还安装了一台FuMO-63“霍恩特维尔”型雷达代替舰艉探照灯。

## 历史
Z-25号于1938年4月23日由纳粹德国海军所订购，自1939年2月15日开始在不来梅的德希马格威悉船厂铺设龙骨，建造序列为959。该舰于1940年3月16日下水，至同年11月30日竣工。入列后，它被编入第8驱逐区舰队，并派驻挪威卑尔根。但在1941年6月26日的转运途中，Z-25号在海于格松附近严重搁浅，导致两副螺旋桨变形并对舰体造成损坏，不得不返回不来梅进行维修。同年9月底，完成修复的该舰被指派为海军中将奥托·齐里亚克斯麾下的波罗的海舰队北部集群护航，这是一个围绕战列舰提尔皮茨号建立的临时编队，它们于9月23日至29日向奥兰海出击，以阻止苏联波罗的海舰队从芬兰湾突围的任何企图。行动结束后，驱逐舰一直驻泊在芬兰湾的出口处，为齐里亚克斯的新旗舰纽伦堡号提供保护，直到10月1日后者也被撤回戈滕哈芬。
11月28日，Z-25号接管了在奥胡斯的布雷任务，然后与姊妹舰Z-23号、Z-27号以及Z-5“保罗·雅各比”号和快速攻击艇护航舰坦噶号一同前往特隆赫姆。抵达希尔克内斯后，该舰取代Z-26号成为区舰队司令、海军上校汉斯·埃德门格的旗舰，因为Z-26号的发动机出现问题，不得不返回德国维修。12月16日，它率领姊妹舰Z-23号、Z-24号和Z-27号向巴伦支海出击，前往科拉半岛沿岸搜寻盟军船只。翌日，Z-25号的雷达在浓雾中探测到了相距37.5（20.2海里）的两艘船。德国人以为它们是苏联驱逐舰，但对方实际上是两艘英国扫雷舰哈泽德号和斯皮迪号，正驶向与QP-6号护航船队会合。德国对其实施拦截，但浓雾和结冰阻碍了射击的精度。尽管斯皮迪号被命中四次，并消耗了大量弹药，但英国军舰仍然得以成功逃脱。Z-25号和Z-27号曾试图发射11枚鱼雷，但各自仅成功施射一枚。1942年1月13日，Z-25号又护送Z-23号和Z-24号在白海西部航道布设雷区。
1月29日，Z-25号从希尔克内斯出发，在荷兰的弗利辛恩与Z-7“赫尔曼·舍曼”号会合，然后一同继续前往德占法国的布雷斯特，并于2月7日抵达为“海峡冲刺”做准备。德国舰群于2月11日离开布雷斯特开始突围，令英国人始料未及。在英军的零星攻击期间，Z-25号并未与任何英国舰艇或飞机交战，也没有受到任何损害。不久之后，该舰又与另外四艘驱逐舰一同护送重巡洋舰欧根亲王号和装甲舰舍尔将军号前往特隆赫姆。恶劣天气迫使其中的三艘驱逐舰提前返航，导致欧根亲王号在分离后于2月23日遭英国潜艇三叉戟号发射的鱼雷击中并严重受损。

### 针对护航船队的行动
作为“体育宫行动”的一部分，战列舰提尔皮茨号于3月6日在Z-25号和其它三艘驱逐舰的护航下，出击拦截返航的QP-8号和出航的PQ-12号护航船队。翌日清晨，行动指挥官齐里亚克斯中将命令驱逐舰独立搜索盟军船舶，它们偶然发现了从QP-8号掉队、容积总吨为2,815吨的苏联货船伊约拉号（Ijora），并于当天下午晚些时候将其击沉。提尔皮茨号不久便重新加入阵中，但驱逐舰前一天晚上由于涌浪和结冰未能补充燃料，齐里亚克斯遂于8日指示它们返回特隆赫姆。
3月28日，Z-25号与姊妹舰Z-24号和Z-26号一同驶离瓦朗厄尔峡湾，试图拦截PQ-13号护航船队。当天晚些时候，它们救出了沉没的货轮帝国游侠号（SS Empire Ranger）的61名幸存者，继而击沉了掉队的货轮巴托号（SS Bateau，4,687总吨）。德国人再救出7名幸存者，然后继续搜寻船队。英国轻巡洋舰特立尼达号在驱逐舰狂怒号的护航下，于29日08:49用雷达发现了德国军舰，同时自己也被发现。双方在暴风雪中于3,200碼（2,900）的近距离平射射程内开火。特立尼达号先是与德国领头的Z-26号交战，严重损坏了它，然后转向Z-25号，却未能取得任何命中。两艘驱逐舰共向轻巡洋舰发射了19枚鱼雷，但在特立尼达号转向躲避后全数射失，而150毫米舰炮则击中了对方两次，仅造成了轻微的伤害。英国军舰为躲避鱼雷而进行了策略性机动，这迫使它们脱离接触，Z-26号则意外地与姊妹舰分散。特立尼达号和狂怒号遂追击Z-26号并对其造成进一步伤害，然而前者随后却被自己的一枚鱼雷击毁。
随着狂怒号必须转身向轻巡洋舰提供援助，另一艘英国驱逐舰日食号开始接手追击。在被英国人第六次击中后，Z-26号于10:20失去动力，并向左舷倾斜，舰艉陷入海面。当暴风雪结束、能见度增加，日食号用鱼雷给德国驱逐舰送出“致命一击”时，发现Z-24号和Z-25号正在逼近。它们立即向日食号开火，取得两发命中，造成9人受伤，以至于后者直到10:35还没来得及在枪林弹雨中找到掩护。但德国舰只并未追击日食号，而是从Z-26号舰上救出了88名幸存者。

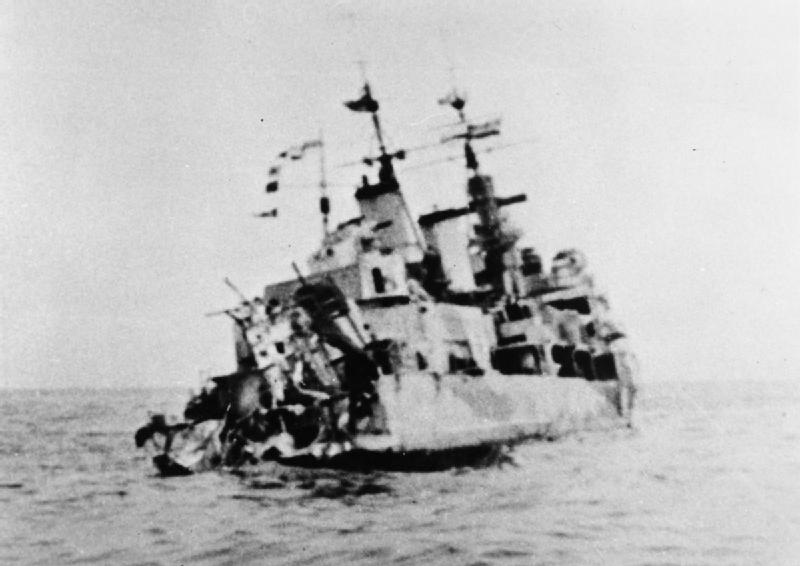
受损的英国轻巡洋舰爱丁堡号

两艘幸存驱逐舰此后得到Z-7号的增援，并被编入海军上校阿尔弗雷德·舒尔策-欣里希斯麾下的北极驱逐舰集群，于4月11日搜寻PQ-14号和QP-10号船队未果。4月30日，德国潜艇U-456号发射鱼雷击瘫了随伴护航QP-11号船队的英国轻巡洋舰爱丁堡号，三艘驱逐舰于当天晚些时候奉命对后者实施拦截。第二天下午，它们遇到了船队的主体，并在能见度有限的情况下发起攻击。在接下来的四个小时里，德国人五次试图接近船队，但四艘护航的英国驱逐舰始终能够将船队隔绝在自己身后。一再受阻后，舒尔策-欣里希斯决定中断进攻，转而寻找他最初的目标。交战过程中，德国舰艇仅利用Z-24号和Z-25号的鱼雷击沉了2,847总吨的苏联货船齐奥尔科夫斯基号（SS Tsiolkovsky），用火炮重创了护卫驱逐舰阿玛宗号。英国舰艇则没有对德国驱逐舰造成任何伤害。
当天晚些时候，爱丁堡号原来的护航兵力——两艘驱逐舰得到了四艘英国扫雷舰和一艘小型苏联拖船增援。到5月2日上午，该巡洋舰在拖船的引领下，依靠自身动力以3節（5.6每小時）的速度航行。它被德国人所发现，Z-7号在大约06:27与扫雷舰鹞号交锋。随后，爱丁堡号随后松开拖曳，将极限速度提高到8節（15每小時）左右，并绕圈行驶。Z-7号以21節（39每小時）的速度进行机动，以便在距离接近至2,800米时获得一个发射鱼雷的好位置。06:36，巡洋舰率先开火，第一轮齐射仅偏离约100米。Z-7号立即掉头，将航速提高到31節（57每小時），并开始施放烟幕，但由于第二轮齐射使其着火并切断了主蒸汽管道，导致发动机失效，因此徒劳无功。Z-25号最初与林务员号驱逐舰交战，并于06:50左右取得三次命中，导致对方两门舰炮瘫痪，并因其前部锅炉舱中弹而失去动力。几分钟后，它的姊妹舰远见号从林务员号前面经过，吸引了Z-24号和Z-25号的注意。后两者乘胜追击，到07:24，远见号也被击中四次，导致发动机失灵，仅余一门炮可用。与此同时，巡洋舰于07:02再次被一枚鱼雷击中，但只击毁了它的发动机，并使其向左舷倾侧。Z-24号和Z-25号并未击沉三艘受损的英国军舰或任何轻型扫雷舰，而是专注于营救已陷入漂流的Z-7号船员，尽管偶有英国炮弹来袭。Z-24号多次试图靠近并救起约210名幸存者，而Z-25号则负责施放烟幕。Z-7号随后引爆自己的深水炸弹自沉。Z-24号在战斗中毫发无损，惟Z-25号的无线电室被击中，造成4人阵亡、7人负伤。两周后，在“魔笛行动”中，Z-25号、Z-5号和两艘鱼雷艇从5月16日至18日又负责护送严重受损的欧根亲王号从特隆赫姆回到基尔。抵达后不久，这艘驱逐舰便开始了漫长的改装，一直持续到11月。
11月11日，重新投运的Z-25号护送轻巡洋舰纽伦堡号从斯维讷明德前往特隆赫姆。1943年2月8日，第8驱逐区舰队接到调令，需要移驻比斯开湾。它们首先来到克里斯蒂安桑，由Z-25号、Z-23号、Z-24号、Z-32号和Z-37号组成的编队于3月5日启程执行“卡林行动”，穿越英吉利海峡前往法国大西洋沿岸。尽管受到英国海岸炮和鱼雷快艇的攻击，该区舰队还是毫发无损地通过了多佛尔海峡，惟Z-37号途中在勒阿弗尔搁浅。3月7日，区舰队抵达瑟堡，一天后进一步抵达波尔多。然而由于机械故障，Z-25号被迫返回威悉明德接受维修。该舰于4月22日重抵挪威水域，但持续的发动机问题使其在8月返回德国进行大修之前基本处于闲置状态。而随后在但泽湾进行海试期间，不慎触雷爆炸产生的冲击波又使其左舷涡轮受损，需要进一步维修。

### 在波罗的海的行动
Z-25号直到1944年才再度投运，彼时它被编入第6驱逐区舰队，于2月13日与队内的Z-35号和T-30号一同移驻芬兰湾的雷瓦尔，并一直在波罗的海服役直到战争结束。区舰队最初的任务是为在利鲍和雷瓦尔之间航行的德国船队提供护航，但于3月12日在纳尔瓦湾布设了第一个雷区，同时炮击了海湾东岸的苏军阵地。从3月13日至4月26日，Z-25号、Z-28号、Z-35号和Z-39号共参与了六次任务，以更新芬兰湾的水雷屏障。截至5月20日，驱逐舰、布雷舰和小型船具共布设水雷7,599枚，封锁保护装置2,795枚。为了准备在芬兰投降的情况下占领奥兰岛的“東方冷杉行動”，区舰队于6月28日护送装甲舰吕措号前往于特岛，但该行动被取消，舰艇只得返回港口。
7月31日至8月1日夜间，Z-25号、Z-28号、Z-35号和Z-36号从图尔库出发驶入里加湾，炮击沿岸的苏联阵地以支援陆军行动。8月5日，它们护送欧根亲王号攻击萨雷马岛的目标，8月20日至21日又一同炮击了图库姆斯附近的苏联红军高地。在舰炮的支援下，德国人恢复了与被切断的北方集团军的陆路连接。在9月15日至20日之间，面对苏联人的推进，Z-25号曾帮助23,172人从雷瓦尔撤离；21日，它又与Z-28号一同将370人从波罗的斯基运送到利鲍。第二天，它们再次护送最后四艘满载军方人员和货物的运输船从奥兰海撤离至戈滕哈芬。10月10日，Z-25号向梅默尔运送了200名增援兵力，并于翌日撤离了200名女性海军后勤人员。返航后，该舰又对梅默尔附近的目标实施炮击。然后，它因一枚鱼雷掠过的近距脱靶而轻微受损，而其自身的火炮振动也导致一个燃料舱漏油，不得不被送回船厂。
11月4日，Z-25号换编至经过重组的第8驱逐区舰队，以支援吕措号和欧根亲王号于11月19日至24日期间在萨雷马岛亚的瑟尔韦半岛与苏军阵地交战。它于12月接受了改装，继而连同欧根亲王号和两艘鱼雷艇于1945年1月29－30日和2月2－5日炮击了柯尼斯堡东部和南部的苏联军队，以确保被切断的德国陆军部队突围进入友军领土。随后，该舰在戈滕哈芬和萨斯尼茨间为大量载有撤离人员的难民船提供护航，进而于20日炮击了这座前属城市附近的苏联阵地。3月26日，Z-25号又与Z-5号负责护送远洋客轮波茨坦号、运兵船戈雅号和靶舰炮手号将22,000名难民和伤员运送到丹麦哥本哈根。它继续在海尔和友好领土之间护送难民船只，包括4月5日协助将45,000名难民运送到哥本哈根，以及9日又将逾20,000名难民运送到德国的格吕克斯堡。从4月中旬开始，Z-25号因燃料短缺而在哥本哈根停运。
作为德军在西北德和丹麦投降时仍身处领海之外的舰艇之一，Z-25号于5月5日在海尔接载了45,000名难民，并将他们带到哥本哈根。两天后，如同其他在泊地卸货的高速军舰一样，它再度停靠海尔，并接载更多士兵和难民登舰，于5月10日在基尔湾上岸。该舰随即于当天退役。

### 法国役期
战后，Z-25号由德籍机械人员和英国警卫司令部送往威廉港进行大修以保持其适航性，而盟军则决定如何将幸存的德国海军舰艇作为战争赔偿进行分配。该舰于1945年末被分配予英国，并于1946年1月6日运抵苏格兰的罗塞斯。在法国对其被排除在外作出抗议之后，英国人便拨出了他们已经获得的四艘前德国驱逐舰，其中Z-25于2月2日在瑟堡正式移交法国，并于2月4日以革命将领拉扎尔·奥什的姓氏被重命名为“奥什”号。与此同时，前Z-31号更名为“马尔梭”号、前Z-5号更名为“德塞”号、前Z-6“特奥多尔·里德尔”号更名为“克莱贝尔”号。这四艘舰共同组成了法国海军的第1驱逐支舰队（1. Division de Contre-torpilleur），并于9月开始服役，与轻型航空母舰阿罗芒什号共同进行训练。1947年3月至6月，当法国总统樊尚·奥里奥尔出访法属西非和北非时，奥什号成为了为战列舰黎塞留号护航的一份子。它还曾于1948年12月出访英国朴茨茅斯，随后于1949年1月1日被降格至预备役。1950年至1953年间，该舰获改造成一艘配备新式武器和电子设备的高速护航驱逐舰，并以土伦为母港进行反潜试验。由于损耗严重，奥什号于1956年需要接受彻底检修，但法国当局认为维护成本太高，因此于同年8月20日将其搁置在预备役，至9月1日退役。1958年1月2日，奥什号被除籍并重新命名为“Q102”号；该舰于6月30日挂牌出售，后于1961年拆解报废。

## 脚注
1. 1 2 3  Gröner，第203–204頁.
2. ↑  Whitley，第68頁.
3. ↑  Whitley，第68, 71–72頁.
4. 1 2  Gröner，第203頁.
5. 1 2 3 4  Koop & Schmolke，第105頁.
6. ↑  Koop & Schmolke，第34頁.
7. ↑  Whitley，第73–74頁.
8. ↑  Gröner，第204頁.
9. ↑  Koop & Schmolke，第40頁.
10. ↑  Koop & Schmolke，第24, 105頁.
11. ↑  Rohwer，第103頁.
12. ↑  Rohwer，第127, 135頁.
13. ↑  Whitley，第131–132頁.
14. ↑  Rohwer，第143頁.
15. ↑  Whitley，第118–120, 132–133頁.
16. ↑  Whitley，第133–134頁.
17. ↑  Llewellyn-Jones，第27–29頁.
18. ↑  Whitley，第135–136頁.
19. ↑  Llewellyn-Jones，第29–30頁.
20. ↑  Whitley，第136頁.
21. ↑  Rohwer，第158頁.
22. ↑  Whitley，第136–137頁.
23. ↑  Llewellyn-Jones，第37–39頁.
24. ↑  Rohwer，第162頁.
25. ↑  Whitley，第136–138頁.
26. ↑  Llewellyn-Jones，第40–42頁.
27. ↑  Whitley，第138–140頁.
28. 1 2 3  Hildebrand, Röhr & Steinmetz，第76頁.
29. ↑  Koop & Schmolke，第105–106頁.
30. ↑  Whitley，第145–146頁.
31. 1 2  Koop & Schmolke，第106頁.
32. ↑  Whitley，第173–175頁.
33. ↑  Rohwer，第339頁.
34. ↑  Koop & Schmolke，第106–107頁.
35. ↑  Rohwer，第414頁.
36. ↑  Whitley，第180頁.
37. ↑  Koop & Schmolke，第107頁.
38. ↑  Whitley，第196–197頁.